# Glypta crebraria
Glypta crebraria là một loài tò vò trong họ Ichneumonidae.